# Xenofagia
La xenofagia (del griego «extraño» + «comer») y la alotrofia (del griego «otro» + «nutriente») son cambios en los patrones establecidos de consumo biológico, por parte de individuos o grupos.
- En entomología, la xenofagia es un cambio categórico en la dieta, como que un herbívoro se convierta en carnívoro, un depredador en necrófago, un coprófago en necrófago o carnívoro, o una inversión de tales cambios.[1] La alotrofia es un cambio menos extremo en la dieta, como en el caso de la mariquita de las siete manchas, que puede diversificar una dieta de pulgones para incluir a veces polen[2]. Hay varios casos aparentes de alotrofia en los escarabajos Longitarsus israelíes.[3]
- En microbiología, la xenofagia es el proceso por el cual una célula dirige la autofagia contra los patógenos, como se refleja en el estudio de las defensas antivirales.[4] La xenofagia celular es un componente innato de las respuestas inmunitarias,[5] aunque la importancia general de la xenofagia aún no es segura.[6][7][8]
- En ecología, la alotrofia también se refleja en la eutrofización, siendo un cambio en la fuente de nutrientes como un ecosistema acuático[9][10][11] que empieza a recibir nuevos nutrientes del drenaje de la tierra circundante.[12]